# Riobó (Rodeiro)
Riobó (oficialmente San Miguel de Riobó) es una parroquia española del municipio de Rodeiro, perteneciente a la provincia de Pontevedra, en la comunidad autónoma de Galicia.

## Historia
Hacia mediados del siglo XIX, la parroquia, ya por entonces perteneciente a Rodeiro, tenía contabilizada una población de 120 habitantes. Aparece descrita en el decimotercer volumen del Diccionario geográfico-estadístico-histórico de España y sus posesiones de Ultramar de Pascual Madoz con las siguientes palabras:

RIOBÓ (San Miguel): felig. en la prov. de Pontevedra (11 leg.), part. jud. de Lalin (1 1/2), dióc. de Lugo (10), ayunt. de Rodeiro. sit. á la der. del r. Arnego, con libre ventilacion y clima sano. Tiene 24 casas en las ald. de Campo, Iglesia, Riobó y Vila-do-Fondo. La igl. parr. (San Miguel) está servida por un cura de entrada y provision en concurso. Confina con la felig. de Rodeiro al NE, y la de Senra por SO. El terreno es de mediana calidad. prod.: maiz, centeno, patatas, legumbres y pastos; hay ganado vacuno, lanar y cabrío, y alguna pesca de anguilas y truchas. pobl.: 24 vec., 120 alm. contr : con su ayunt. (V.).
(Madoz, 1849, p. 481)

En 2023, tenía empadronados treinta habitantes.